# 3 garçons, 1 fille, 2 mariages
Pour plus de détails, voir Fiche technique et Distribution.
3 garçons, 1 fille, 2 mariages est un téléfilm franco-belge réalisé par Stéphane Clavier, diffusé la première fois en 2004.

## Fiche technique
- Titre français : 3 garçons, 1 fille, 2 mariages
- Réalisation : Stéphane Clavier
- Scénario : Jean-Luc Goossens
- Musique : François Castello
- Pays d'origine : France - Belgique
- Genre : comédie
- Date de première diffusion : 2004

## Distribution
- Olivier Sitruk : Dan
- Julie Gayet : Camille
- Arnaud Giovaninetti : Laurent
- Anne Azoulay : Sam
- Jean-Claude Dreyfus : Le père de Camille
- Sébastien Ministru : un des amis militants de Laurent
- Fabio Zenoni : Nick
- Patricia Houyoux : La mère de Camille
- Stéphane De Groodt : L'adjoint au maire
- Charlie Dupont : Robert
- Marie Lenoir : Monique, la mère de Dan